# Псевдоруны

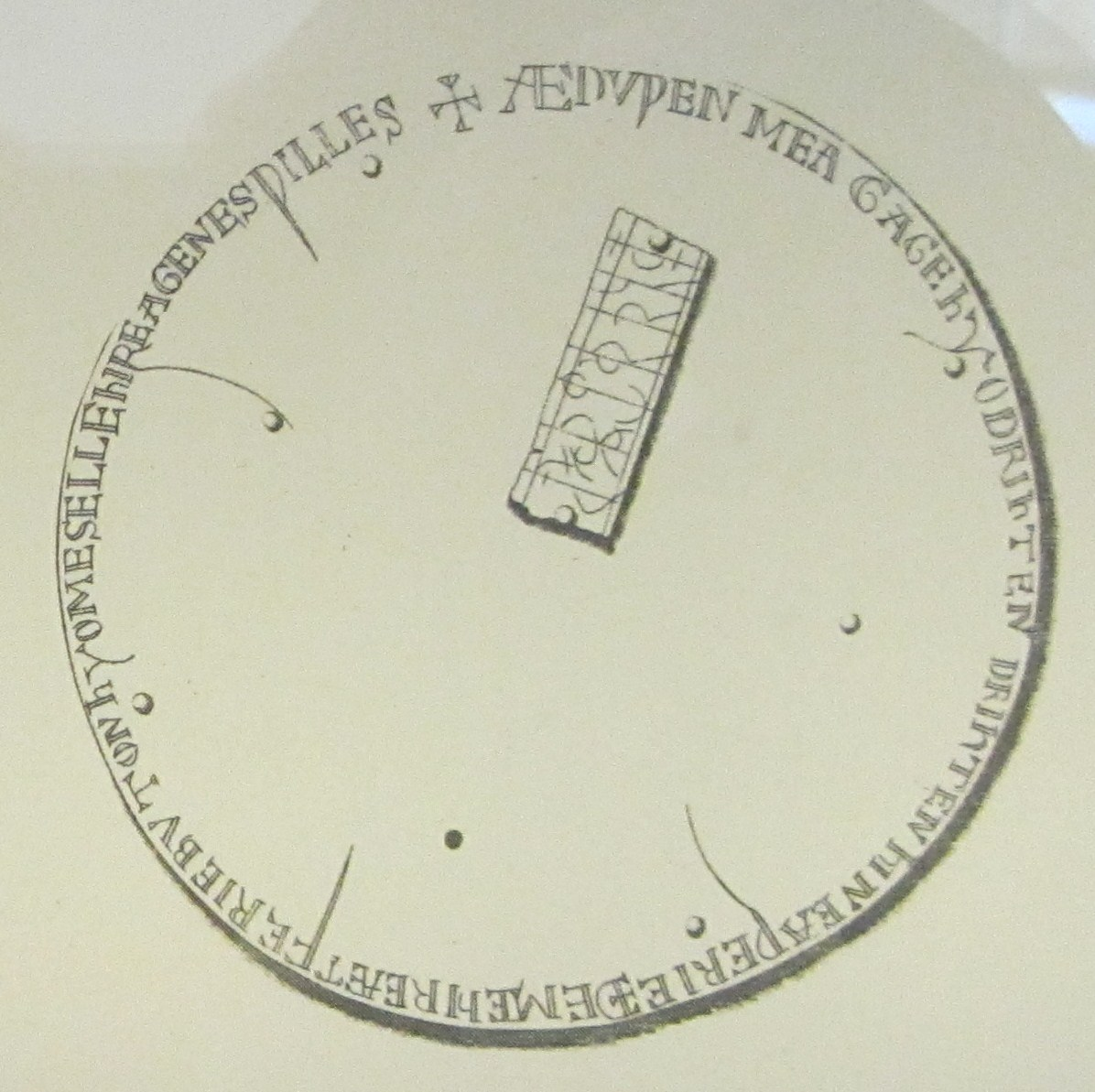
Оборотная сторона броши Эдвен, англосаксонской серебряной дисковой броши XI века с семью псевдорунами на серебряной полосе в центре

Псевдору́ны — символы, которые выглядят как германские руны, но не являются настоящими древними рунами. Термин в основном используется для резных символов эпиграфических надписей, предназначенных для имитации рун. Псевдоруны отличаются от зашифрованных рун, которые представляют собой символы, используемые в качестве замены стандартных рун, но имеющие предполагаемое прочтение, в то время как псевдоруны не имеют лингвистического содержания.
Термин «псевдоруны» также использовался для рун, «изобретённых» после окончания периода рунической эпиграфики, которые использовались только в средневековых рукописях, но не в эпиграфике. Также термин применяется в отношении исторических шрифтов, внешне похожих на руны, и для современных вариантов латинского алфавита, стилизованных под рунический шрифт.
Псевдорунами могут называться заявленные в качестве рун современные имитации.

## Эпиграфические имитации
Псевдорунами чаще всего называются эпиграфические надписи с использованием букв, которые имитируют внешний вид рун, но которые нельзя прочесть как руны. Они отличаются от зашифрованных или магических рунических надписей, состоящих из кажущейся случайной смеси рунических букв, которые современные учёные не могут расшифровать, но которые в принципе могут быть расшифрованы. Напротив, псевдорунические надписи состоят в основном из ложных букв (некоторые псевдоруны могут случайно показаться похожими или идентичными настоящим рунам), и в принципе не могут быть прочтены.
Было высказано предположение, что псевдорунические надписи были сделаны не специалистами-«мастерами рун», которые, как считается, вырезали традиционные рунические надписи, а ремесленниками, которые почти ничего не знали о рунах. По мнению археолога Новелла Майреса, псевдоруны могли быть «предназначены для того, чтобы произвести впечатление на неграмотных как имеющие какое-то таинственное значение».

## Палеографические имитации
Термин «псевдоруна» также использовался историком Р. И. Пейджем для обозначения рунических букв, которые встречаются только в рукописях и не засвидетельствованы ни в одной из сохранившихся рунических надписей. К таким рунам относятся cweorð ᛢ, stan ᛥ и ior ᛡ. Основной вариант формы руны gér идентичен ior ᛡ (при этом ᛄ является вторичным вариантом ger). Возраст этих псевдорун совпадает с периодом рунических надписей, например, cweorth и stan встречаются в Codex Vindobonensis 795 IX века.

## Руноподобные системы письма
Исторические древнетюркские и древневенгерские письмена, не связанные с рунами, но внешне схожие с ними, иногда называются псевдоруническими или «руноподобными» (runiform).

## «Ариогерманские руны»

Круговое расположение «арманических рун», 18 псевдорун, созданных Гвидо фон Листом

К другому типу относятся псевдоруны, изобретённые в современный период, такие как неисторический «арманический футарк» (или арманические руны), созданные в 1902 году Гвидо фон Листом, последователем немецкого националистического движения фёлькише и основателем арманизма, и более поздними авторами в рамках арманизма (например, псевдоруны гибор, хагал, вендехорн).
Гвидо фон Лист утверждал, что германские народы, или «арийцы», имели письменность задолго до христианства. По его мнению, в рунах содержатся зашифрованный тайный смысл, открывавшийся только посвящённым. Нацистский теоретик Герман Вирт, сравнивая доисторические рисунки и орнаменты, видел в них следы первобытной письменности. Это, по его мнению, доказывало существование древнейшей «атланто-нордической культуры», созданной «атланто-нордической расой» и распространявшейся волнами из Арктики. В 1920-х годах оккультные идеи получили широкое распространение в Германии. Рудольф Йохан Горслебен, пропагандировавший «арийский» мистицизм и идею превосходства «арийцев» над другими расами, был приверженцем магии рун и считал их «проводниками тонких энергий». Одним из его помощников был будущий нацистский расовый теоретик Ханс Гюнтер.

## «Славянские руны»

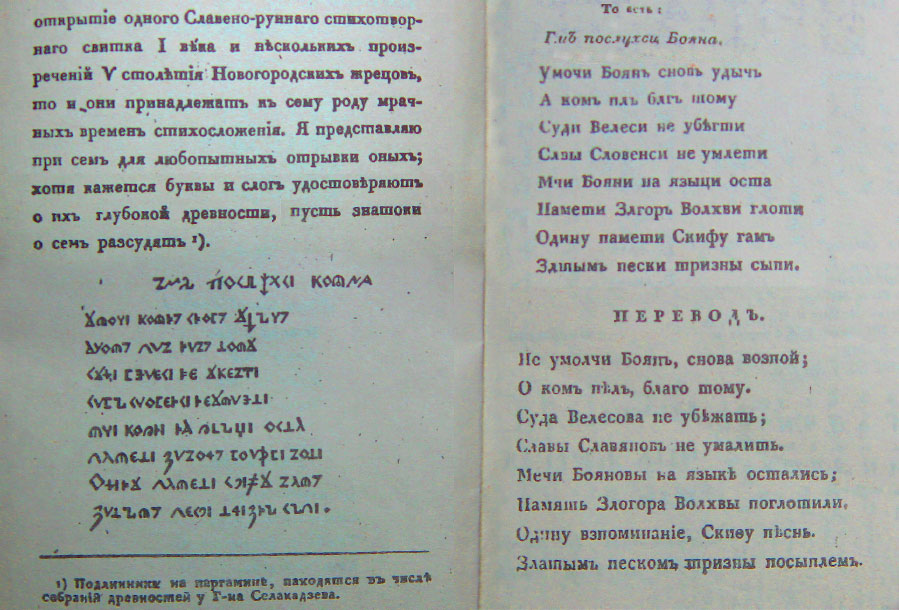
Сфальсифицированный Александром Сулакадзевым «рунический» «гимн Бояну» (публикация Гавриила Державина, журнал «Чтения в Беседе любителей русского слова», 1812)

В массовой культуре существуют предположения о существовании письменности (вариант — «рунической») у древних славян до начала их христианизации и до создания глаголицы и кириллицы. Эпиграфического материала и литературных памятников этой письменности не найдено.
Данная тема является почвой для создания различных фальсификатов, написанных квазируническими символами, таких как «Боянов гимн», созданный собирателем древностей Александром Сулакадзевым или «Велесова книга», наиболее вероятным автором которой является эмигрант Юрий Миролюбов.
Тема «древней славянской письменности», в том числе «славянских рун», популярна в псевдоисторических (фолк-хистори) и псевдолингвистических сочинениях. Большое число надписей, как традиционно рассматривавшихся в ряду славянской докириллической письменности, так и других культур (тексты этрусков или Фестский диск) неоднократно любительски «расшифровывались» как русские и славянские без опоры на научные данные.
Арийский миф получил распространение также в славянском неоязычестве (родноверии), во многих направлениях которого славяне считаются наиболее близкими потомками «арийцев» («ариев») или отождествляются с ними. Эти «славяно-арии», по мнению неоязычников, были создателями древнейшей или одной из самых древних цивилизаций, передавшей свои знания и достижения, включая письменность, остальным народам. Под такой письменностью могут пониматься якобы существовавшие «славянские руны» или «буквица» (исторически слово буквица имеет другое значение — синоним инициала). Распространена идея, что кириллица была создана не на основе греческого алфавита, а происходит от некого исконно славянского алфавита. Фактическое отсутствие дохристианской литературы объясняется уничтожением всего этого достояния евреями или христианами.